# Krystyna Chmiel
Krystyna Zofia Chmiel z d. Lewik (ur. 7 listopada 1953 w Warszawie) – polska zoolog, profesor nauk rolniczych, nauczyciel akademicki Uniwersytetu Przyrodniczego w Lublinie, specjalność naukowa: hodowla koni.

## Życiorys
W 1977 ukończyła studia w Szkole Głównej Gospodarstwa Wiejskiego w Warszawie. Podjęła pracę w przedsiębiorstwie Tory Wyścigów Konnych w Warszawie oraz w Wydawnictwie Rolniczym i Leśnym.
Od 1981 jest zatrudniona w mającym siedzibę w Zamościu Instytucie Nauk Rolniczych Akademii Rolniczej w Lublinie. W 1983 nadano jej stopień naukowy doktora. W 1990 na podstawie dorobku naukowego oraz pracy pt. Ocena współzależności zrównoważenia nerwowego i dzielności wyścigowej koni czystej krwi arabskiej uzyskała na Wydziale Zootechnicznym Akademii Rolniczej w Lublinie stopień doktora habilitowanego nauk rolniczych (dyscyplina: zootechnika, specjalność: ogólna i szczegółowa hodowla zwierząt). W 2002 prezydent RP Aleksander Kwaśniewski nadał jej tytuł profesora nauk rolniczych.
Została nauczycielem akademickim Akademii Rolniczej w Lublinie (później Uniwersytetu Przyrodniczego w Lublinie) na Wydziale Nauk Rolniczych w Zamościu w Katedrze Hodowli i Użytkowania Zwierząt. Objęła stanowisko profesora Państwowej Szkoły Wyższej im. Papieża Jana Pawła II w Białej Podlaskiej na Wydziale Nauk o Zdrowiu.
W latach 1990–1992 była członkiem Zarządu Wojewódzkiego partii Porozumienie Centrum w Zamościu.
Prowadzi hodowlę koni arabskich.